# Gerichtsbezirk Klausen
Der Gerichtsbezirk Klausen war ein dem Bezirksgericht Klausen unterstehender Gerichtsbezirk in der Gefürsteten Grafschaft Tirol. Der Gerichtsbezirk umfasste das mittlere Eisacktal sowie das Villnößtal und gehörte zum Bezirk Bozen. Nach dem Ersten Weltkrieg musste Österreich den gesamten Gerichtsbezirk an Italien abtreten. Das Gebiet des ehemaligen Gerichtsbezirks Klausen ist heute Teil der Bezirksgemeinschaft Eisacktal.

## Geschichte
Der Gerichtsbezirk Klausen wurde durch eine 1849 beschlossene Kundmachung der Landes-Gerichts-Einführungs-Kommission geschaffen und umfasste ursprünglich die 12 Gemeinden Barbian, Feldthurns, Gufidaun, Klausen, Latzfonds, Kollmann, Loyen, St. Peter hinter Loyen, Theis, Trostburg, Villanders und Villnös.
Der Gerichtsbezirk Klausen bildete im Zuge der Trennung der politischen von der judikativen Verwaltung
ab 1868 gemeinsam mit den Gerichtsbezirken  Bozen, Kaltern, Kastelruth, Neumarkt und Sarnthal den Bezirk Bozen.
Der Gerichtsbezirk wies 1869 eine Bevölkerung von 9.731 Personen auf.
1910 wurden für den Gerichtsbezirk 9.913 Personen ausgewiesen, von denen 9.778 Deutsch (98,6 %) und 38 Italienisch oder Ladinisch (0,4 %) als Umgangssprache angaben.
Durch die Grenzbestimmungen des am 10. September 1919 abgeschlossenen Vertrages von Saint-Germain wurde der Gerichtsbezirk Klausen zur Gänze Italien zugeschlagen.

## Gerichtssprengel
Der Gerichtssprengel umfasste vor dem Ende des Ersten Weltkriegs die zehn Gemeinden Barbian, Feldthurns, Gufidaun, Klausen, Lajen, Latzfons, Theis, Villanders, Villnöß und Waidbruck.